# Marie IJsbrantsdr. Holesloot

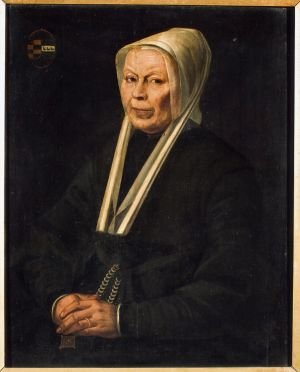
Marie IJsbrantsdr. Holesloot

Marie IJsbrantsdr. Holesloot (gestorben nach 1558 in Amsterdam) war eine niederländische Frau, die der Hexerei angeklagt worden war.

## Leben
Marie IJsbrantsdr. Holesloot war eine Amsterdamer Weinhändlerin. Sie war die Tochter von IJsbrant Jansz. Holesloot, Mitglied des Amsterdamer Stadtrats, und Baerte Sybrantsdr. Buyck. Sie heiratete Jacob Claesz. Bam (gestorben vor 1547). Aus dieser Ehe gingen zwei Söhne und zwei Töchter hervor. Marie Holesloot gehörte vor der Revolution von 1578 zur wohlhabenden und einflussreichen katholischen Elite Amsterdams. Ihr Vater wurde 1513 Mitglied des Stadtrats. Über ihren Mann ist lediglich bekannt, dass er aus Naarden stammte. Ihre beiden Söhne waren Mitglieder des Stadtrats: Sybrant (gest. 1554) war Stadtrat und Cornelis, Spitzname Brouwer (1512–1592), war mehrmals Bürgermeister. Ihre Tochter Lysbeth (geb. 1521) heiratete Sybrant Occo (1514–1588), der ebenfalls mehrfach Bürgermeister war. Im Jahr 1547 lebte Marie Holesloot in der Kalverstraat, im selben Haus wie ihre Tochter Jacoba Jacobsdr. Bam, die 1566 von Amsterdamer Waisenkindern der Zauberei beschuldigt wurde.
Zusammen mit ihrem Bruder Jan Holesloot (gest. 1555) und Bürgermeister Hendrick Dirckszn war sie Weinhändlerin und handelte mit süßen französischen und spanischen Weinen. Dass die Geschäfte sehr gut liefen, geht aus einem Steuerbericht aus dem Jahr 1543 hervor, in dem das Firmenkapital auf sechstausend Gulden festgesetzt wurde.
Im Jahr 1547 wurde Marie Holesloot beschuldigt, die Brauerei von Jan Pietersz zerstört zu haben. Brouwer (gest. 1573). Jan Pietersz. war mit einer Cousine von Marie Holesloot verheiratet und seine Brauerei befand sich neben der von Cornelis, Maries Sohn. Als es Jan Pietersz. nicht gelang, gutes Bier zu brauen, vermutete er Zauberei und rief deshalb den Wahrsager Jacob Judoci de Rosa aus Kortrijk zu Hilfe. Dieser beschuldigte Marie Holesloot die verantwortliche Zauberin zu sein. Sie soll auch das Haus des Eisenwarenhändlers Willem Claesz. Coeck verhext haben. De Rosa wurde daraufhin mit Verhaftung wegen Beleidigung einer angesehenen Frau gedroht und er floh aus der Stadt.
Im Mai 1548 wurde Jacob de Rosa im Zusammenhang mit einer Wahrsagerei in Tiel gefangen genommen. Die Söhne und der Schwiegersohn von Marie Holesloot beantragten daraufhin beim Geheimen Rat in Brüssel, sicherzustellen, dass De Rosa der Strafe nicht entgeht. Dieser Antrag wurde an das Gericht von Gelre weitergeleitet. Während des Prozesses gegen De Rosa in Arnhem wurden auch Informationen der Stadt Amsterdam verwendet. Am 14. Juli 1548 wurde De Rosa zur Auspeitschung und Verbannung verurteilt. Er musste die Anklage gegen Marie Holesloot zurückziehen. Dank der Bemühungen ihrer einflussreichen Familienmitglieder und der Zusammenarbeit mit dem Amsterdamer Stadtrat konnte Marie Holesloot ihren Namen reinwaschen lassen.